# Lepus insularis
A Lebre-negra (Lepus insularis) é um leporídeo endêmico do México, encontrado apenas na ilha de Espiritu Santo, no Golfo da Califórnia.